# TSV Ebersberg
Der TSV 1877 Ebersberg e.V. ist ein Sportverein aus der oberbayerischen Kreisstadt Ebersberg.

## Geschichte
Der 1877 gegründete TSV Ebersberg bietet neben Handball u. a. auch die Sportarten Badminton, Leichtathletik, Fußball, Tischtennis und Volleyball an. Mit über 2400 Mitgliedern ist er der größte Verein in Ebersberg.

## Handball
Die Handballabteilung des TSVE integrierte die 2015 gegründete JSG Forst United in den Verein und tritt seither auch unter dem Namen TSV EBE Forst United auf. Der Verein nimmt aktuell mit zwei Herrenmannschaften, zwei Damenteams und zwölf Nachwuchsmannschaften am Spielbetrieb des Bayerischen Handballverbandes (BHV) teil. Die Handballer tragen ihre Heimspiele in der Dr.-Wintrich-Halle in Ebersberg aus. Größter Erfolg der Abteilung war die Bayerische Vizemeisterschaft (4. Liga) 2022 des ersten Damenteams, die den Spitznamen „Forst Ladies“ tragen, und der damit verbundene Aufstieg in die 3. Handballliga der Frauen. Die weibliche A-Jugend spielte 2020/21 in der Jugendbundesliga. Das 1. Frauenteam spielt 2023/24 in der Handball-Bayernliga und die 1. Männermannschaft in der Bezirksoberliga Oberbayern.

### Erfolge
Frauen
- Aufstieg in die 3. Liga (Handball) 2022
- Bayerischer Vizemeister 2022, 2024, 2025
- Aufstieg in die Bayernliga (4. Liga) 2019
- Südbayerischer Landesligameister 2019
- Aufstieg in die Landesliga 2018
- Oberbayerischer Meister 2018

Männer
- Oberbayerischer Vizemeister 2023

A-Jugend (weiblich)
- Bundesligist 2020/21